# Mahzor
Le Mahzor (hébreu מחזור, [maxzo'r], "cycle", de la racine ḥ-z-r "retourner") est un livre contenant les prières et les pièces liturgiques des fêtes revenant chaque année, à savoir les Jours redoutables et les Trois Fêtes de Pèlerinage. En ce sens, il constitue une version spécialisée du siddour, livre de prière utilisé pour les jours de semaine et le chabbat, auquel il vient en complément.
L'usage du Mahzor est apparu d'abord dans les communautés ashkénazes d'Allemagne du Sud, des régions rhénanes et du nord de la Loire. Ces Mahzorim contenaient également des Kinnot, élégies composées pour commémorer les massacres et persécutions survenues au cours de l'histoire juive dans ces contrées. L'usage s'est perpétué jusqu'à nos jours.

## Origine du Mazhor

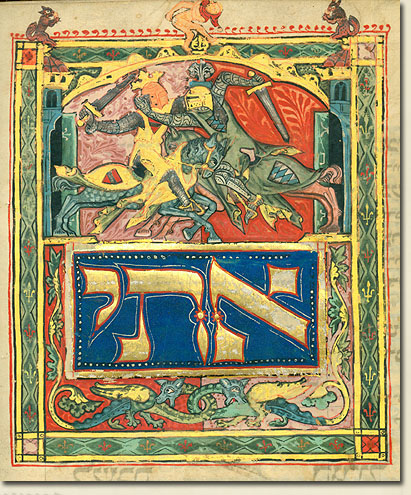
Mahzor tripartite, v. 1320

À l’origine, dans le judaïsme, aucune prière n’est codifiée pour le culte régulier. Jusqu’à la destruction du second Temple, la prière se fait à l’aide d'offrandes sacrificielles et symboliques. Durant l’exil babylonien, la prière communautaire à la synagogue remplace les sacrifices. Au cours des siècles, les différents groupes du peuple juif élaborent leurs propres rites pour prier.
Le plus ancien Mahzor conservé est le Mahzor Vitry du XIe siècle. Il a été compilé par un élève de Rachi, Simha ben Samuel de Vitry. On y trouve les prières suivant le rite tzarphatique, une branche du rite ashkénaze (de l'hébreu Tzarfat qui désignait la France du Nord au Moyen Âge), et des explications des prières. La Haggadah de Pâque y occupe une place importante. Aux XIIIe siècle et XIVe siècle, on les utilise parfois comme livres de lutrin.

## Décors et diffusion

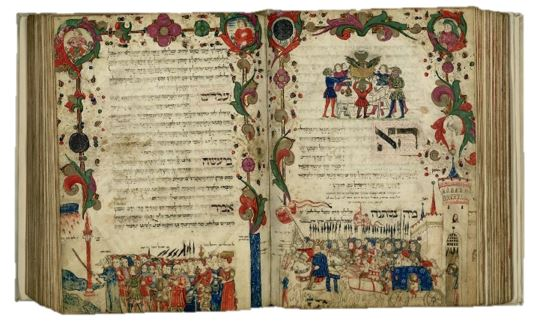
Mahzor Roma

Les manuscrits d'Allemagne sont illustrés de signes du zodiaque pour Pessah. Parmi les autres thèmes les plus fréquents figurent Moïse recevant les tables de la Loi (fêtes des Semaines), la ligature d'Isaac (Nouvel An) et les portes de la Miséricorde (jour de l'Expiation). Le Mahzor de Leipzig contient dans une bénédiction présente dans un hymne du premier jour de la fête de Pâque la plus ancienne trace de yiddish littéraire.
Entre la fin du XIIIe siècle et le début du XIVe siècle, ces livres sont décorés avec des enluminures représentant des fleurs et des animaux.
Les mahzorim italiens du XVe siècle sont en général des livres liturgiques à usage personnel et de plus petites dimensions ; leur décoration se restreint aux ornements et à quelques illustrations accompagnant la Haggada de la Pâque. Le Mahzor Roma publié en 1486 par Nathan Soncino est le premier livre imprimé en hébreu. Il marque les débuts du livre de prières populaire, de grande diffusion.

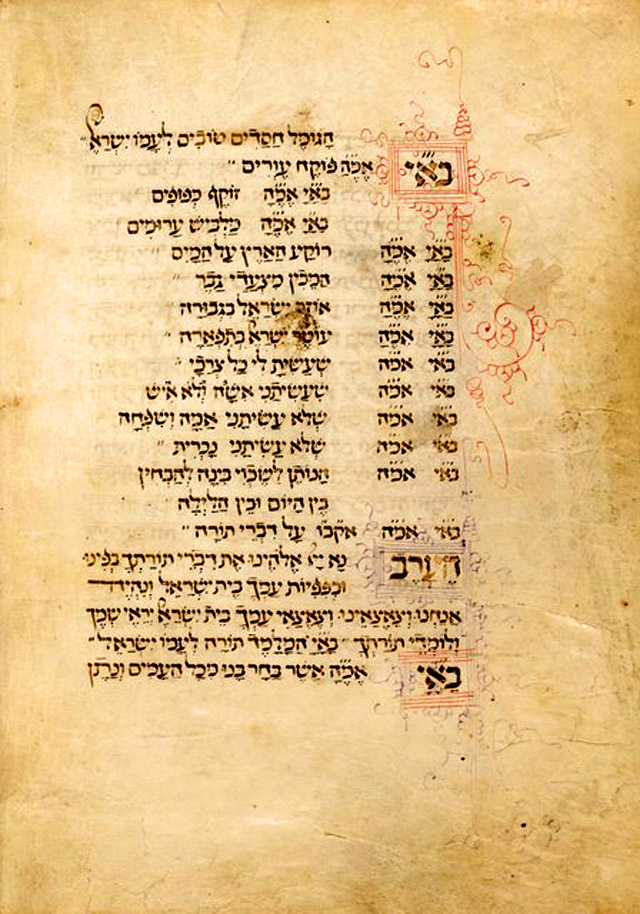
Mahzor, rite pour les femmes rédigé par Abraham ben Mordecai Farissol, 1471